# Adam Michna z Otradovic
Rytíř Adam Michna z Otradovic (též Adam Václav Michna z Otradovic; kolem 1600?, Jindřichův Hradec – 2. listopadu 1676, Jindřichův Hradec) byl český raně barokní básník, hudební skladatel, sbormistr a varhaník. Jeho jméno je známo též ve zjednodušené formě Adam Michna a on sám podepisoval svá díla jako Adamus Michna de Otradowicz, v posledních letech života pak začal používat také druhé křestní jméno Václav. Byl jedním z nejvýznamnějších českých skladatelů a básníků 17. století, iniciátorem rozmachu české barokní hudební kultury a stal se inspirací mnoha dalších generací skladatelů pro rozvoj tradice české národní hudby.

## Život
Adam Michna pocházel ze staré, ale nepříliš významné aristokratické rodiny vladyků, jeho šlechtický titul byl rytíř z Otradovic. Jeho otec Michal Michna byl varhaník a zámecký purkrabí a jak bylo v jejich rodině tradicí, též trumpetistou. Ve druhé dekádě 17. století bylo zásluhou kancléře Viléma Slavaty obnoveno literátské bratrstvo, a tato skutečnost, spolu s aktivitou místní jezuitské koleje, přispěla významně k rozvoji kulturního života v regionu. Adam Michna se stal vůbec prvním frekventantem školy Řádu Tovaryšstva Ježíšova, kde studoval v letech 1611–1612 a 1615–1617.[zdroj?] Mnoho Michnových skladeb bylo později tisknuto právě jezuity v jejich pražském nakladatelství. Úpadek všeho národního života po bitvě na Bílé hoře, a zvláště také pokleslost umění, se jej bolestně dotýkaly a povzbudily ho k napsání jeho nejslavnějších děl. O jeho osobním životě víme málo, pouze skutečnost, že byl dvakrát ženat. Nemáme žádné zprávy o jeho potomcích. Michna kromě svých uměleckých profesí provozoval také obchod s vínem, byl velmi váženým občanem a majitelem domu ve městě.
V roce 1633 se Michna stal varhaníkem a sbormistrem proboštského kostela v Jindřichově Hradci a tyto funkce vykonával téměř po celý život. Stal se též členem zmíněného literátského bratrstva a po konci třicetileté války i místní mariánské družiny V literátském bratrstvu od roku 1648 také zaujímal místo člena rady starších. Výrazně přispěl k aktivitám místního hudebního života. V roce 1673 založil Nadaci pro výchovu mladých hudebníků  a odkázal jí také část svého jmění. Zemřel v roce 1676.

## Dílo

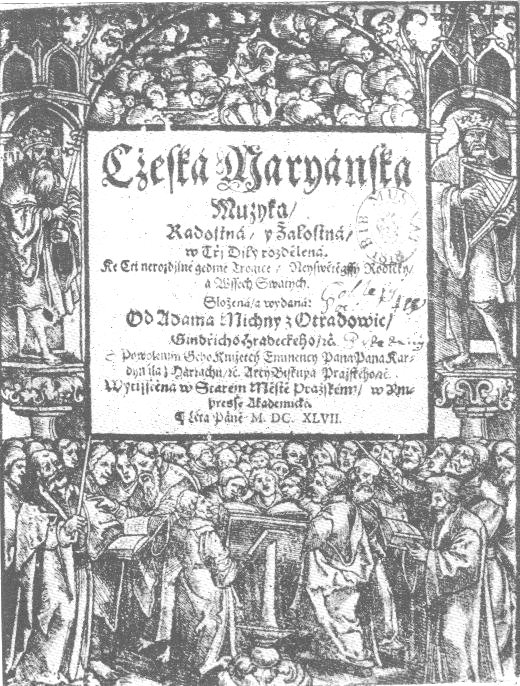
Obálka sbírky „Česká mariánská muzika“

Adam Michna byl velmi plodným skladatelem, nicméně zdaleka ne všechny jeho skladby se zachovaly do dnešní doby. Známe 230 jeho kompozic, soustředěných do pěti sbírek, tří českých a dvou latinských. Jeho tvůrčí aktivita byla soustředěna především na hudbu duchovní. Nejznámějšími jsou jeho tři cykly hymnických skladeb, Česká mariánská muzika, Loutna česká a Svatoroční muzika. Komponoval vokální a vokálně-instrumentální hudbu s vlastními básnickými texty. Napsal mnoho českých duchovních písní, z nichž některé, především písně vánoční, jsou oblíbené dodnes. K nim patří např. „Vánoční noc“, známá spíše jako Chtíc, aby spal, která je v Česku i dnes jednou z nejčastěji hraných koled. Je pravděpodobné, že Michna velmi dobře znal raně barokní italské kompoziční techniky a některé jeho práce nesou i známky reminiscence renesančního období.

### Hudba

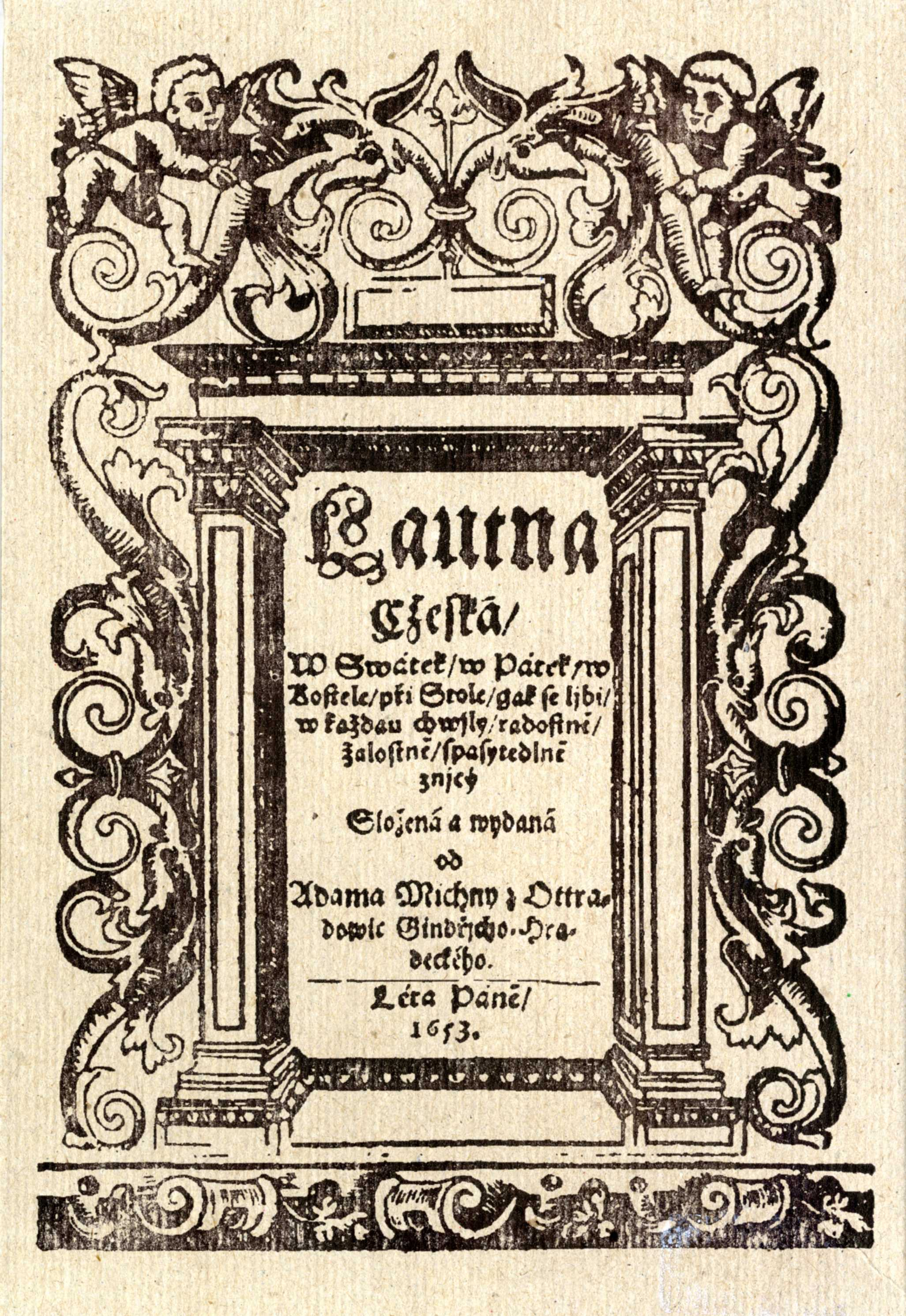
Loutna česká, titulní strana prvního vydání (1653)

Hudební odkaz Adama Michny lze rozdělit do dvou částí:
Duchovní hudba na latinské liturgické texty. Je melodicky velmi nápaditá a členitá, využívá polyfonie a je psána většinou pro varhany, smyčcové nástroje a dechové nástroje. Vokální party jsou založeny na kontrastu mezi barevnými odstíny sólových a sborových hlasů.
- Obsequinum Marianum (1642)
- Officium vespertinum (1648)
- Psalmi (1648)
- Magnificant I. toni (1654) –
- Sacra et litaniae – obsahuje 5 mší, 2 litanie, Te Deum a mši Missa VI pro defunctis – Requiem (1654)
- Missa Sancti Wenceslai (ca 1669)

Písňová tvorba, což jsou převážně homofonické hymny a písně s vlastními českými texty, koncipované jako hudebně aranžovaná poezie.
- Česká mariánská muzika (1647)
- Loutna česká (1653) je cyklus třinácti písní, věnovaných mystickému sňatku Ženicha a Nevěsty, tedy Krista a církve nebo Boha Otce a Panny Marie[5]. Byla do roku 2014 známa jen útržkovitě ze zachovaného varhanního partu a zjednodušeného rukopisného particella, které nalezl Emilián Trolda ve dvacátých letech 20. století[6]. V osmdesátých letech 20. století pak Martin Horyna vydal faksimilii particella vydaného v roce 1653, které bylo nalezeno v Soběslavi[7]. Jednalo se ale o neúplné podklady.

V únoru 2014 nalezl muzikolog Petr Daněk v historické knihovně Vlastivědného muzea ve Slaném kompletní houslový part Loutny české. Tímto objevem se podařilo zrekonstruovat lépe doprovod k písním a doplnit instrumentální ritornely, které písně spojovaly.
Poprvé byla Loutna česká v rekonstruované podobě provedena dne 23. prosince 2014 orchestrem Ensemble Inégal pod vedením Adama Viktory a to v rámci koncertního cyklu České hudební baroko – objevy a překvapení. Koncert proběhl v Rytířském sále Velkopřevorského paláce v Praze.
- Svatoroční muzika (1661)
- Jednotlivé drobné, nezařazené skladby

### Poezie
Michnova poezie je založena na zvukomalbě řeči, rýmech a na metaforické povaze textu. Jeho slovní obrazotvornost je velmi imaginativní a emocionálně bohatá. Jeho oblíbenými tématy jsou vnitřní osobní souboj Boha a ďábla v člověku, pohybující se od ideálních obrazů ráje na jedné, až k děsivým pekelným mukám na druhé straně, charakteristické specifickou noblesou vyjadřování (i když mnohdy s užitím vysloveně lidového jazyka), filosofickým nadhledem, občas obohaceny jemným humorem, prozrazujícím kritický, avšak tolerantní pohled na společnost. Dalšími tématy jsou malebné obrazy přírody a oslavné duchovní písně. Seznam jeho básní je prakticky totožný se sbírkami písní, uvedenými výše.

## Citace
| „ | Michnova genialita spočívá v jeho brilantních rytmických strukturách. Jeho dílo je charakteristické vytříbeným smyslem pro variace a komplexní stavbu skladby, s rytmickými figurami, které se často mění ze tříčtvrťového do dvoučtvrtinového taktu v jedné jediné skladbě. Mistrovské ovládání rytmu a šíře a bohatost škály hudebních barev ho staví na špičku tehdejší hudební produkce. Michna je pro Čechy stejně důležitý jako Heinrich Schütz pro Němce či Claudio Monteverdi pro Italy | “ |
| — | |   |

## Reprezentativní diskografie
- Sacra Et Litaniae à 5, 6, 7 & 8 Vocum Cum Instrumentis – Václav Smetáček, sbormistr Josef Veselka, Symfonický orchestr Rádia Bratislava, Moravan, Schwann, 1966
- Missa à 7, Cantiones, Requiem – Capella Regia Musicalis, Robert Hugo; Studio Matouš, 1992, Grammy Classic Award[11] in 1993
- Missa Sancti Wenceslai, Svatoroční Muzika – Capella Regia Musicalis, Robert Hugo; Popron Music, 1994
- Officium Vespertinum Capella Regia Musicalis, Robert Hugo; Arta Records, 2001
- The Czech Lute (Loutna česká) – Pražský komorní sbor, Musica Bohemica, Jaroslav Krček; Supraphon, 2002. Musica Pro Sancta Cecilia, 2008 [12]

## Knihy
- Základní notace Michnových skladeb, Editio Bärenreiter, Praha
- Kompendium poezie „Nebeští kavalérové“ se 172 básněmi, BB Art, 2003